# Rasa człowieka
Rasa człowieka – system klasyfikacji ludzi na duże i odrębne populacje lub grupy ze względu na dziedziczne cechy zewnętrzne (fenotyp), pochodzenie geograficzne, kulturę, historię, język, etniczność i status społeczny. Na początku XX wieku termin ten był często stosowany w znaczeniu taksonomicznym, w celu podkreślenia genetycznego zróżnicowania ludzkich populacji określonych przez fenotyp.
Termin „rasa” wzbudza kontrowersje związane z brakiem porozumienia, czy dotyczy on stosowanej w klasyfikacji biologicznej naturalnej jednostki, czy też jest konstruktem społecznym. Określenie to nadal funkcjonuje w swoim ścisłym, terminologicznym znaczeniu. W antropologii pojęcie rasa zostało sformalizowane i jest stosowane w odniesieniu do ludzi zgodnie z ogólną praktyką zoologiczną. W formalnej taksonomii rasa, rozumiana jako podgatunek jest stosowana do opisu mikroewolucji. Jednak w potocznym użyciu wyraz „rasa” może określać grupę religijną, kulturową, społeczną, narodową, etniczną, językową, genetyczną, geograficzną lub anatomiczną, co stanowi potencjalne źródło nieporozumień.
Słowo „rasa” pochodzi z języka arabskiego (ras „głowa, początek, pochodzenie”). Określenie zostało użyte po raz pierwszy w roku 1606 przez Fanta, a użyte do klasyfikacji form ludzkich przez F. Berniera w roku 1684. Termin był stosowany w kolejnych wiekach przez wielu przyrodników. W XX wieku powstały liczne definicje rasy człowieka. Trzy główne koncepcje to koncepcja typologiczna, populacyjna i koncepcja klin.
Biolodzy stosują termin „rasa” w opisie grup o wspólnym pochodzeniu, jednak słowo używane jest często w naiwny i uproszczony sposób. Społeczne postrzeganie i grupowanie ras zmieniają się z upływem czasu. W przeszłości rasy ludzkie wyróżniano na podstawie kryteriów morfologicznych. Powstało wiele klasyfikacji rasowych wyróżniających od 2 do 63 ras. Wraz z rozwojem wiedzy o zróżnicowaniu gatunku ludzkiego pierwotne klasyfikacje zostały uznane za konstrukt społeczny, w znacznym stopniu wynikający z uprzedzeń bez potwierdzenia w badaniach naukowych. Od połowy XX wieku koncepcje podziałów rasowych są krytykowane. Wraz z rozwojem genetyki opis zmienności gatunku ludzkiego koncentruje się na zmienności genetycznej. Po zakończeniu Human Genome Project naukowcy pozostali podzieleni, czy klasyfikacja rasowa pozwoli właściwie uporządkować pozyskane dane genetyczne, czy też należy stosować inną terminologię. Współczesna wiedza nie pozwala na stosowanie jakiejkolwiek hierarchii grup ludzi, a tym samym nie może być wykorzystana do wspierania ideologii rasistowskich. Postrzeganie ras często opiera się na popularnej taksonomii (folk taxonomy), która definiuje główne typy na podstawie spostrzeganych cech zewnętrznych. Część naukowców zaleca rezygnację ze stosowania pojęcia rasa.
Związek pojęcia rasa z ideologiami i teoriami (np. antysemityzm lub eugenika) powstałymi na bazie XIX-wiecznej antropologii i fizjologii sprawił, że od drugiej połowy XX wieku samo używanie pojęcia rasa stało się problematyczne. Mimo ciągłego używania, pojęcie to jest coraz częściej zastępowane innymi słowami, które są obciążone mniejszym ładunkiem emocjonalnym, np. populacja, ludność, grupa etniczna albo wspólnota, w zależności od kontekstu.
Średnia genetyczna odległość Fst między populacjami ludzkimi wynosi około 0,125. Lewontin twierdził, że jest to mała różnica rasowa. Harpending z kolei argumentował, że taka odległość implikuje pokrewieństwo między osobnikami tej samej populacji równoważne pokrewieństwu między półrodzeństwem w populacji, która losowo się krzyżuje, i że osoba z określonej populacji jest genetycznie bliższa niespokrewnionemu osobnikowi tej samej populacji niż półrodzeństwu mieszanego rasowo.

## Historia definicji rasy człowieka
1: Bushmen (Buszmeni)
     2: Negroid
     3: Negrito
     4: Melanochroi (rasa śródziemnomorska)
     5: Australoid (Aborygeni australijscy)
     6: Xanthochroi (biali)
     7: Polynesian (Polinezyjczycy)
     8: Mongoloid A
     8: Mongoloid B
     8: Mongoloid C (Indianie)
     9: Esquimaux (Inuit)

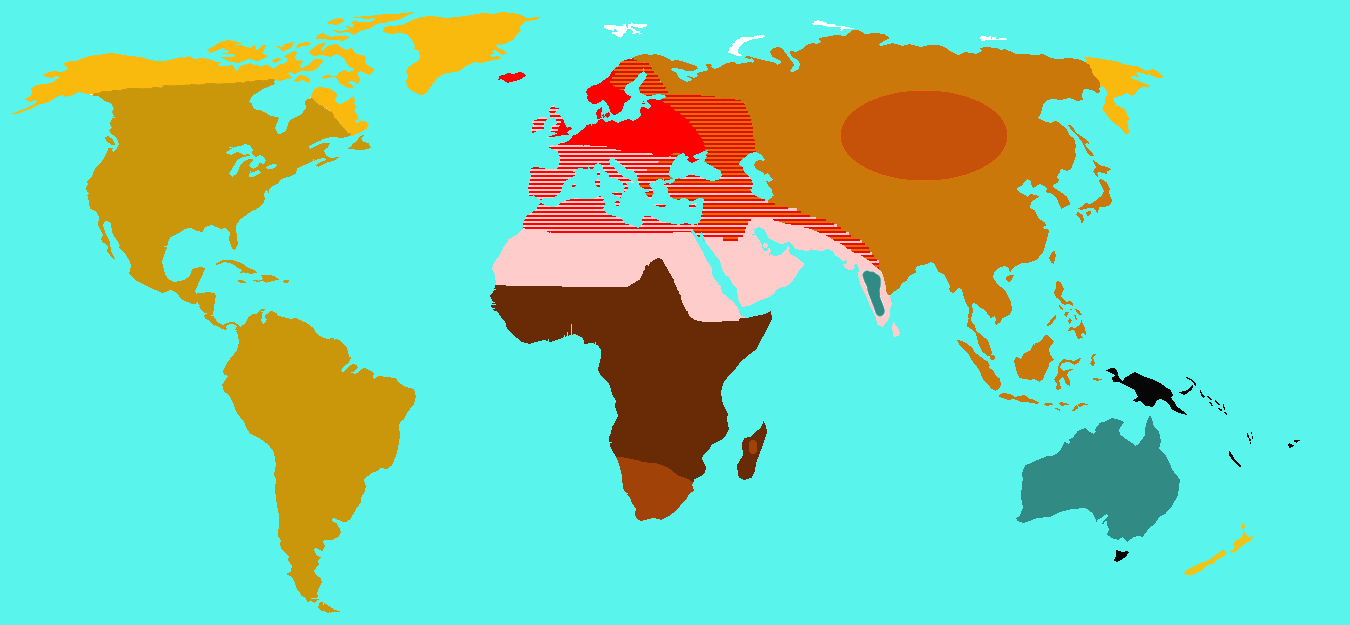
Rozmieszczenie poszczególnych ras na mapie z 1870 roku (Huxley). W opinii Huxleya: Xanthochroi i Melanochroi często absurdalnie klasyfikuje się wspólnie jako rasę „kaukaską”. Legenda zachowuje oryginalne nazewnictwo ras Huxleya (ze współczesnymi wyjaśnieniami w nawiasach):
1: Bushmen (Buszmeni)
2: Negroid
3: Negrito
4: Melanochroi (rasa śródziemnomorska)
5: Australoid (Aborygeni australijscy)
6: Xanthochroi (biali)
7: Polynesian (Polinezyjczycy)
8: Mongoloid A
8: Mongoloid B
8: Mongoloid C (Indianie)
9: Esquimaux (Inuit)

Termin „rasa ludzka” nawiązuje do ras hodowlanych zwierząt, które ze względu na swoje użyteczne cechy były wyróżniane na długo przed sformułowaniem teorii ewolucji. Od powstania antropologii fizycznej jako odrębnej nauki w XVIII wieku jako aksjomat przyjmowano istnienie ras ludzkich. Chociaż nie jest możliwe ustalenie, który z naukowców wprowadził do antropologii pojęcie rasy, pojęcie zostało niewątpliwie spopularyzowane przez niemieckiego antropologa Johanna Fridricha Blumenbacha. Jego dzieło De generis humani varietate nativa zyskało dużą popularność wśród naukowców w Europie, szczególnie trzecie wydanie książki z 1795 roku. Typologia antropologiczna była rozwijana przez wielu kolejnych naukowców i rozpowszechniła się wśród przyrodników w wieku XIX. W tym czasie powstało wiele koncepcji i klasyfikacji. Teorie rasowe stały się także popularne poza nauką. Koncepcja istnienia ras początkowo opierała się na kreacjonistycznym założeniu i ich niezmienności. Opisywane rasy według tego podejścia zostały stworzone przez Boga i istniały zawsze, podejście takie określane jest jako esencjalizm biologiczny. Charles Darwin w dziele The Descent of Man and Selection in Relation to Sex, w rozdziale VII: On the Races of Man zwrócił uwagę na istnienie wielu typologii rasowych i związany z tym brak wartości klasyfikacyjnych takich podziałów. Dodatkowym problemem było samo określanie człowieka jako gatunku. Zarówno określenie „rodzaj ludzki”, jak i „rasa ludzka” odnosiły się do gatunku. Darwin, zwracając uwagę na ciągły charakter zmienności w obrębie gatunku ludzkiego, odrzucał przypisywanie rasom statusu gatunków, wykazując na możliwość swobodnego krzyżowania się osobników różnych ras i płodność potomstwa. W odniesieniu do teorii ewolucji uznawał wszystkie rasy ludzkie za grupy jednego gatunku zamieszkujące różne tereny, co odpowiada pojęciu populacja.

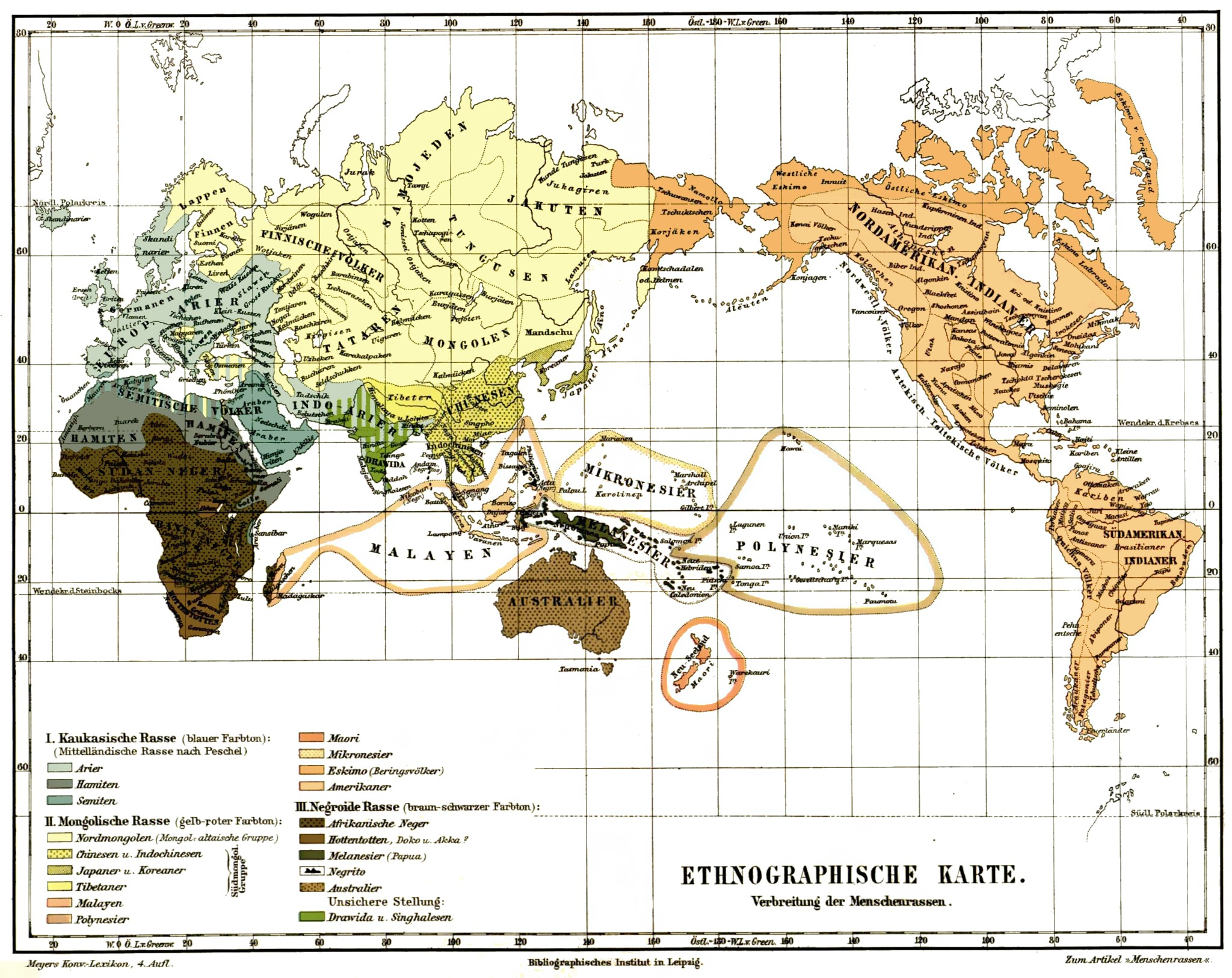
Mapa etnograficzna z Meyers Konversations-Lexikon (lata 1885–90), pokazująca rozmieszczenie poszczególnych ras głównych i ich ówcześnie wyodrębnianych odmian: kaukaskiej (aryjskiej, chamickiej i semickiej), mongolskiej (północnej mongolskiej, chińskiej i indochińskiej, japońskiej i koreańskiej, tybetańskiej, malajskiej, polinezyjskiej, maoryskiej, mikronezyjskiej, eskimoskiej, indiańskiej) oraz negroidalnej (afrykańskiej, hotentockiej, melanezyjsko-papuańskiej, „negrito”, australijskich Aborygenów, drawidyjskiej i syngaleskiej)

Tradycyjnie używane podziały opierają się na zewnętrznych, rzucających się w oczy cechach takich jak: kolor skóry, kształt czaszki lub twarzy, wzrost, kształt i kolor włosów; kolor oczu, oraz na samoidentyfikacji.
Klasyfikacje gatunku ludzkiego obejmowały podział na rasy, różnie nazywane przez twórców podziału. W czasach przed Linneuszem Immanuel Kant podzielił gatunek ludzki na cztery rasy w zależności od zamieszkiwanego klimatu:
1. klimat zimny – Indianie, Eskimosi, Mongołowie – rasa czerwona,
2. klimat gorący i suchy – Hindusi, Arabowie – rasa żółta,
3. klimat wilgotny – Europejczycy – rasa biała,
4. klimat ciepły i wilgotny – Afrykanie – rasa czarna.

W roku 1756 Karol Linneusz w X wydaniu Systema naturae podzielił ludzkość na cztery rasy:
1. Homo europaeus,
2. Homo asiaticus,
3. Homo americanus,
4. Homo africanus.

W wydaniu XII dzieła Linneusza wydawca J.F. Gmelin zamieścił podział na 5 ras nawiązujący do barwy skóry:
1. Homo albus (biały),
2. Homo badius (żółty),
3. Homo niger (czarny),
4. Homo cupreus (miedziany),
5. Homo fuscus (ciemny, brązowy).

W roku 1812 Georges Cuvier podzielił ludzi na trzy rasy jako kryterium stosując wyłącznie barwę skóry:
- rasa biała,
- rasa czarna,
- rasa żółta.

Pod koniec XIX wieku podziały na rasy ludzkie opierały się na definicji rasy geograficznej. Tak rozumiana rasa obejmowała zbiór grup ludzkich podobnych do siebie według kryteriów określonych cech rasowych, zamieszkujących na wspólnym terytorium i często mających wspólne pochodzenie. Zestaw cech rasowych dobierany był przez antropologów subiektywnie bez stosowania metod statystycznych. Jednej z klasyfikacji ras geograficznych dokonał Joseph Deniker dzieląc gatunek ludzki na 3 rasy, a w nich wyróżniając 29 ras. Renato Biasutti przedstawił jeszcze bardziej rozbudowany podział, w którym wyróżnił trzy rasy, odpowiadające podgatunkom oraz hierarchicznie trzy kolejne poziomy podziału nazwane pniami rasowymi, rasami i podrasami. Inny szczegółowy podział zaproponował Earnest Albert Hooton, wyróżniając odmiany, rasy, podrasy wtórne oraz typy morfologiczne.
Carleton Coon przedstawił klasyfikację, która wyróżniała pięć ras: kaukazoidzi, mongoloidzi, negroidzi, kapoidzi oraz australoidzi.
Jeszcze inne klasyfikacje wyróżniały większą liczbę ras geograficznych (np. Egon Freiherr von Eickstedt, N.N. Czeboksarow, W.W. Bunak). Najbardziej szczegółowego podziału ras geograficznych dokonał Renato Biasutti.
Thomas Huxley w 1870 roku napisał artykuł „O geograficznym rozmieszczeniu głównych modyfikacji ludzkości”, w którym proponował rozróżnienie gatunku ludzkiego na rasy i opisywał ich rozmieszczenie na Ziemi.
Artykuł Thomasa Huxleya został odrzucony przez Royal Society i w ten sposób stał się jedną z teorii najpierw proponowanych, a potem odrzuconych przez wczesnych zwolenników ewolucji.
Pomimo odrzucenia poglądów Huxleya przez naukowców, jego artykuł czasami cytowany jest przez zwolenników grupowania ludzkości (racialism). Podobnie jak Karol Darwin, Huxley był monogenistą – wierzył, że wszyscy ludzie są częścią tego samego gatunku, z morfologicznymi różnicami powstającymi z początkowej jednolitości. Ten pogląd jest przeciwstawny poligenizmowi, teorii głoszącej, że każda rasa jest odmiennym gatunkiem o różnych miejscach pochodzenia.
Pomimo swojego monogenizmu i popierania abolicjonizmu z powodów etycznych, Thomas Huxley wierzył w hierarchię wrodzonych zdolności. Postawa ta jest ewidentna w jego artykułach, takich jak: „Emancypacja Czarnych i Białych” i „Ewolucja i etyka”.
W latach 30. XX wieku antropolog Julian Sorell Huxley zaproponował aby zmienność w obrębie gatunku ludzkiego opisywać nie za pomocą wyrazu „rasa”, lecz słowem „klina” (ang. cline). Wiązało się to ze stwierdzeniem, że rozkład cech człowieka jest ciągły, co wiąże się ze stopniowymi zmianami częstości genów w przestrzeni. W kolejnych latach także inni antropolodzy krytycznie odnosili się do rozpowszechnionych poglądów rasowych zwalczając bezzasadny determinizm biologiczny. Po sformułowaniu tez nowej syntezy ewolucyjnej, na początku lat 60. XX wieku Livingstone stwierdził, że nie ma ras, a jedynie kliny. W tym samym czasie Theodosius Dobzhansky również odrzucił tradycyjne znaczenie słowa rasa, uznając, że można je traktować tylko jako „układ otwarty”. W ten sposób powstała populacyjna teoria rasy. W koncepcji tej przyjęto, że przedmiotem ewolucji jest nie osobnik, a populacja. O tym, czy daną populację można traktować jako rasę, decyduje wyłącznie badacz. W ramach koncepcji populacyjnej S.C. Coon, S.M. Garn i J.B. Birdsell przedstawili podział gatunku ludzkiego na 9 ras:
1. europeidalna,
2. afrykańska,
3. azjatycka,
4. australijska,
5. malezyjska,
6. indyjska,
7. amerykańska,
8. polinezyjska,
9. mikronezyjska.

W ramach każdej z ras autorzy ci wyróżnili szczegółowe populacje.
W roku 1974 E. Mayr uznał, że zaproponowane przez Juliana Huxleya kliny nie odnoszą się do populacji. Ujęcie populacyjne ras skrytykowali również A. Montagu i F. Livingstone. W ten sposób koncepcja klin stała się niezależną od ujęcia populacyjnego. Zmienność klinowa odnosi się do zmienności w przestrzeni geograficznej, jednak podział ma sens tylko wtedy gdy kryterium jest jedna cecha. Przy dwóch cechach populacja lub rasa miałaby już charakter mieszany, a przy większej ilości cech niemożliwe jest określenie czym jest wyróżniana w ten sposób rasa.
Efektem zmieniających się i licznych koncepcji podziału na rasy jest rezygnacja części antropologów ze stosowania tego określenia. „Rasa ludzka” stała się terminem umownym i nieostrym. Wielu antropologów nadal uznaje pojęcie rasy za przydatne, jednak liczba zwolenników tego określenia maleje.

## Rasa w ujęciu antropologicznym
Antropolodzy i inni ewolucyjni naukowcy odeszli od pojęcia rasa na rzecz pojęcia populacja przy omawianiu różnic genetycznych. Historycy, antropolodzy kulturowi i inni badacze nauk społecznych zamienili pojęcie rasy na kategorię kulturową albo konstrukt społeczny – szczególny sposób, w który ludzie mówią o sobie i innych.
Wielu badaczy nauk społecznych zastąpiło słowo rasa pojęciem etniczność przy odnoszeniu się do grup samoidentyfikujących się w oparciu o wspólną kulturę, przodków i historię. Oprócz empirycznych i pojęciowych problemów z rasą po II wojnie światowej ewolucyjni i społeczni badacze byli świadomi stopnia, w którym przekonania o rasie były wykorzystywane do usprawiedliwiania dyskryminacji, apartheidu, niewolnictwa i ludobójstwa. Kwestionowanie pojęcia rasa przybrało rozmach w Stanach Zjednoczonych latach 60. wraz ze wzrastającą popularnością ruchu walki o prawa człowieka i w innych krajach świata wraz z powstawaniem ruchów antykolonialnych. Działacze społeczni doszli do wniosku, że rasa jest konstruktem społecznym – pojęciem, które ma odbicie w rzeczywistości, ale w które wierzy się z powodu pełnionych przez nie funkcji społecznych. Po zsekwencjonowaniu genomu ludzkiego użycie rasy jako kategorii biologicznej wzrosło.
Pojęcie rasy ludzkiej jest współcześnie kontrowersyjne. W roku 1985 przeprowadzono badanie, mające na celu sprawdzenie, ilu amerykańskich antropologów uznaje istnienie ras ludzkich. Na pytanie: „Czy istnieją biologicznie rasy gatunku Homo sapiens” przecząco (a więc odrzucając pojęcie rasy) odpowiedziało:
- 41% antropologów fizycznych,
- 53% antropologów kulturowych.

Podobne badanie w 1999 roku dało następujący wynik:
- 69% antropologów fizycznych,
- 80% antropologów kulturowych.

W Polsce w roku 2001 pojęcie rasy odrzucone zostało przez 25% antropologów.

## Biologiczne definicje rasy
| Pojęcie     | Autor            | Definicja |
| ----------- | ---------------- | --- |
| Esencjalizm | Hooton, 1926     | „Wielki podział ludzkości, scharakteryzowanej jako grupa poprzez dzielenie pewnej kombinacji cech, które pochodzą od wspólnych przodków, tworzą nieostre fizyczne podłoże, zazwyczaj mniej lub bardziej przesłonione przez indywidualne różnice i najlepiej widoczne w złożonej wersji.”                      |
| Taksonomia  | Mayr, 1969       | „Podgatunek jest zgrupowaniem fenotypowo podobnych populacji gatunku, zamieszkujących geograficznie rozdzielone gatunki i różniące się taksonomicznie od innych populacji danego gatunku.” |
| Populacja   | Dobzhansky, 1970 | „Rasy są genetycznie oddzielnymi mendlowskimi populacjami. Nie są ani jednostkowymi ani poszczególnymi genotypami, składają się z jednostek, które różnią się genetycznie między sobą.” |
| Pochodzenie | Templeton, 1998  | „Podgatunek (rasa) jest oddzielnym ewolucyjnym rodowodem wewnątrz gatunku. Ta definicja wymaga żeby podgatunek był genetycznie odróżniony ze względu na bariery w wymianie genetycznej, które trwały przez długi czas; tj. podgatunek musi mieć historyczną ciągłość oprócz obecnej genetycznej odmienności.” |

## Rasa i genetyka
Badania genetyczne ostatnich lat (projekt poznania ludzkiego genomu) nie wykazują, żeby pojęcie rasy (lub przynależności etnicznej) miało uzasadnienie genetyczne.

Badania DNA nie wskazują, żeby osobne, klasyfikowalne podgatunki (rasy) istniały pośród ludzi współczesnych. Chociaż można zidentyfikować geny odpowiedzialne za cechy fizyczne pojedynczego osobnika, na przykład za kolor skóry lub włosów, to jednak nie ma jednoznacznego szablonu genetycznego pozwalającego na odróżnienie jednej rasy od innej. Podobnie nie ma genetycznej podstawy na rozróżnienie przynależności etnicznej. Ludzie żyjący w tym samym regionie geograficznym od wielu pokoleń mogą mieć wspólne allele, ale żaden z tych alleli nie występuje u wszystkich osobników jednej populacji i żadnego osobnika innej populacji.

Jednak odnotowuje się zróżnicowaną częstość występowania poszczególnych alleli spowodowaną prawdopodobnie długotrwałą izolacją geograficzną (samą izolację uznaje się też za powód powstania ras).
Luigi Luca Cavalli-Sforza badał genetyczne zróżnicowanie ludzkości na podstawie polimorfizmu krwi.